# Every Ballad Songs
Albums de Every Little Thing
4 Force
(2001) Many Pieces
(2003)
Remix par Every Little Thing
Super Eurobeat Presents ELT
(2001) Cyber Trance Presents ELT
(2002)
Every Ballad Songs est le deuxième album compilation du groupe Every Little Thing.

## Présentation
L'album sort le 5 décembre 2001 au Japon sur le label  Avex Trax, huit mois après le précédent album original du groupe 4 Force (entre-temps est sorti en septembre son album de remix Euro Every Little Thing), et trois ans après sa première compilation, Every Best Single +3. Il sort également dans une édition limitée incluant un deuxième CD ne contenant que deux titres, des reprises de chansons de Noël occidentales.
L'album atteint la 2e place du classement des ventes de l'Oricon, et reste classé pendant seize semaines. Il demeure le neuvième album le plus vendu du groupe.
L'album compile douze chansons de genre ballade tirées des disques du groupe, dont cinq sorties en singles. Toutes étaient déjà parues sur les quatre albums originaux et la première compilation sortis précédemment, mais deux d'entre elles parues en singles (Time Goes By et Sure) avaient été remaniées pour leur précédente parution en album et apparaissent donc ici pour la première fois sur un album dans leur version d'origine. Huit des chansons sont initialement parues du temps ou Mitsuru Igarashi faisait encore partie du groupe, et ont donc été pour la plupart écrites et composées par lui.

## Liste des titres
| 1.  | Over and Over                                                | 11e single / compilation Every Best Single +3 | 4:44 |
| 2.  | Time Goes By (Time goes by)                                  | 8e single (remanié sur Time to Destination)   | 5:13 |
| 3.  | Ai no Kakera (愛のカケラ)                                    | 16e single / album 4 Force                    | 4:52 |
| 4.  | Azayaka na Mono (鮮やかなもの)                               | de l'album 4 Force                            | 4:19 |
| 5.  | Ima Demo... Anata ga Suki Dakara (今でも…あなたが好きだから) | de l'album Time to Destination                | 5:07 |
| 6.  | Futari de Jidai o Kaete Mitai (二人で時代を変えてみたい)     | de l'album Everlasting                        | 4:56 |
| 7.  | I'll Get Over You (I'll get over you)                        | de l'album Everlasting                        | 4:37 |
| 8.  | Fragile (fragile)                                            | 17e single / album 4 Force                    | 4:50 |
| 9.  | The One Thing                                                | de l'album Eternity                           | 4:42 |
| 10. | One                                                          | de l'album 4 Force                            | 5:04 |
| 11. | Sure (sure)                                                  | 14e single (remanié sur l'album Eternity)     | 4:54 |
| 12. | All Along (All along)                                        | de l'album Time to Destination                | 4:35 |

Crédits
- Paroles : Mitsuru Igarashi (n°1, 2, 5, 7, 12), Kaori Mochida (n°3, 4, 8, 10, 11, 12), Masanori Nagaoka (n°6), ELT (n°9).
- Compositions : Mitsuru Igarashi (n°1, 2, 5, 6, 7, 9, 12), Kunio Tago (n°3 et 4), Kazuhito Kikuchi (n°8), D.A.I (n°10), ELT (n°11).
- Arrangements : Mitsuru Igarashi (n°1, 2, 5, 6, 7, 12), Genya Kuwajima et Ichirō Itō (n°3, 4, 8, 10), ELT (n°9 et 11).

| 1. | Silent Night (ELT Special Version)    | Joseph Mohr / Franz Xaver Gruber / Itō, Kaoru Kato, Takao Sugiyama | 5:14 |
| 2. | White Christmas (ELT Special Version) | Irving Berlin / Irving Berlin / Itō, Kaoru Kato, Takao Sugiyama    | 3:51 |